# Mustau
Der Mustau (auch Muz Tau oder Muztau, kasachisch für Eisberg; chinesisch 木斯岛山, Pinyin Mùsīdǎo Shān; kasachisch/russisch Сауыр жотасы, Saýyr Jotasy, engl. Transkription Sauyr Zhotasy, lokal nicht verwendet) ist der höchste Berg im Saurgebirge, an der Grenze zwischen China und Kasachstan.

## Höhe
Mit einer Höhe von 3840 oder 3835 (1983) m ist er außerdem der höchste Berg im Saur-Tarbagatai-Gebirgszug, der selbst Teil des Tian Shan ist. Weil das Saurgebirge im Nordosten durch das Irtyschtal vom Altai und im Südwesten durch die Dsungarische Pforte vom Dsungarischen Alatau, zwei höheren Gebirgen, getrennt ist, hat der Mustau mit 3252 m eine große Schartenhöhe. Damit gehört er zu den 70 prominentesten Bergen der Welt, den 30 prominentesten Asiens und den zehn prominentesten Zentralasiens (Platz 4 nach der UNSD-Definition). Hinter dem Dschengisch Tschokusu und dem Bogda Feng ist er außerdem der drittprominenteste Berg des Tian-Shan-Gebiets; zudem der achtprominenteste Chinas und der prominenteste Berg Kasachstans. Er gehört auch zu den höchsten Bergen Kasachstans.

## Geografie
Der Gipfel des Mustau liegt 600 m östlich der Grenze in der chinesischen Region Xinjiang, Bezirk Ili, Regierungsbezirk Tacheng und Kreis Hoboksar, 200 m von der Grenze zum Kreis Jeminay des Regierungsbezirks Altay. Geografisch befindet er sich in der Dsungarei, nördlich des Dsungarischen Beckens. Die Nord- und Ostflanke des Berges sind flach vergletschert, der Schnee reicht auf 100 m an den Gipfel heran und schmilzt im Sommer nicht ab. Nur einige hundert Meter südlich entspringt ein Fluss. Der nächstgelegene Ort ist Hoboksar 29 km entfernt im Südosten, im Südwesten sind es 31 km bis Tiebukenwusanxuang und im Nordosten 36 km bis Biesitierekexiang. Der nächstgelegene Ort in Kasachstan ist Saryterek in Ostkasachstan, Kreis Saissan, 57 km nordwestlich. 100 km nordwestlich befindet sich der Saissansee. Der Mustau ist nur 120 km vom Eurasischen Pol der Unzugänglichkeit entfernt.

## Besteigungsversuche
Der Mustau ist seit 2014 (Erstbesteigung des Mount Boising) der prominenteste unbestiegene Berg der Erde. Eine russische Expedition erkundete 2008 das Saurgebirge und erreichte den westlichen Nebengipfel. 2017 bestieg der Australier Ed Hannam den östlichen Nebengipfel des Mustau, Mitch Murray blieb etwas davor zurück. Bei einem zweiten Erstbesteigungsversuch 2018 kehrten Ed Hannam, Eric Kowalski, Alex Tang, Libor Jelenek und Wayne Stanley 100 m unterhalb des Gipfels aufgrund von Wetterbedingungen um. Besteigungen sind aufgrund des chinesischen Grenzschutzes schwierig, obwohl der Berg selbst keine große bergsteigerische Herausforderung darstellt.